# Ilona Sákovics
Ilona Sákovics (Budapest 26 luglio 1927) è un'ex schermitrice ungherese, vincitrice di una medaglia d'argento ai campionati mondiali di scherma.